# 柳沢保承
柳沢 保承（やなぎさわ やすつぐ、旧字体：柳澤 保承、1888年〈明治21年〉12月20日 - 1960年〈昭和35年〉10月25日）は、日本の実業家、政治家、華族。貴族院伯爵議員。

## 経歴
伯爵・柳沢保申の長男として生まれ、義兄柳沢保恵の養子となる。養父・保恵の死去に伴い1936年（昭和11年）6月15日、伯爵を襲爵した。
1914年（大正3年）京都帝国大学法科大学を卒業。1921年（大正10年）私立大阪信愛高等女学校講師となる。以後、柳沢統計研究所総裁、日本錫工業取締役会長、太平洋海上火災保険取締役などを務めた。
1939年（昭和14年）7月10日、貴族院伯爵議員に選出され、研究会に所属して活動し1947年（昭和22年）5月2日の貴族院廃止まで在任した。その他、大礼使典儀官、商工省委員、軍需省委員などを歴任した。

## 親族
- 妻 柳沢尚子（ひさこ、鍋島直大六女）[1]
- 養子 柳沢斉徳（島津忠重四男、離縁）[1]
- 長女 京極昭子（京極高光夫人）[1]
- 三女 伏見豊子（伏見博英夫人）[1]
- 四女 柳沢佐久子（柳沢斉徳夫人）[1]
- 孫　柳沢保徳（柳沢斉徳・佐久子長男）[1]
- 義妹・姪 岡本露子（岡本季正夫人）[1]